# Route 34 (Islande)
Pour les articles homonymes, voir Route 34.
La Route 34 (Þjóðvegur 34) ou Eyrarbakkarvegur est une route islandaise reliant Selfoss à Þorlákshöfn au sud de l'île, en passant par Eyrarbakki.

## Trajet
- Selfoss - 
  -  -  vers Route 33
  -  -  vers Stokkseyri
- Eyrarbakki
- Route 38 - vers Þorlákshöfn et Hveragerði.